# Chó Alaunt
Alaunt là một giống chó đã tuyệt chủng, với giống gốc đã từng tồn tại ở Trung Á, Afghanistan và châu Âu từ thời cổ đại đến thế kỷ 17. Giống chó Alaunt có ba kiểu hình riêng biệt: Alaunt Veantre, Alaunt Boucherie và Alaunt Gentile. Tất cả đều là những con chó lớn, có lông ngắn với nhiều loại đầu khác nhau. Hai giống chó đầu tiên trông giống như những con chó molosser, giống như loài chó Dogo Argentino ngày nay hoặc giống như chó chăn cừu Caucasian ngoại trừ lông ngắn và đầu to cỡ vừa khiến chúng trở thành những giống chó săn tuyệt vời. Chó Alaunt ban đầu được các bộ tộc Alani nuôi dưỡng, những người dân du mục tổ tiên của người Sarmatia Ấn-Âu, và sử dụng ngôn ngữ Iran. Người Alans được biết đến như những chiến binh, những người chăn gia súc, và những nhà lai tạo ngựa và chó xuất sắc. Người Alans nuôi chó cho công việc và phát triển các biến thể khác nhau trong các giống chó cho các nhiệm vụ cụ thể. Loài này sau này được phát triển hơn nữa ở Tây Ban Nha, Pháp, Đức, Anh và Ý.

## Lịch sử
Loài chó Molossus đã đến Epirus vào khoảng năm 1200 TCN, cũng từ phía bắc. Tuy nhiên, những gì còn sót lại của loài này không giống với nguyên mẫu của chó Mastiff, vì chúng có mũi dài hẹp và bờm dài hơn. Varro đã mô tả một con chó chăn gia súc của Epirus có màu trắng, đầu lớn, và hơi ngắn mặt, được sử dụng để làm chó bảo vệ cừu và dê. Một nhóm người Alans đã đến vùng đất ngày nay là Albania vào thế kỷ thứ 5 hoặc thứ 6 TCN. Molossis của Epirus được mô tả ở trên nằm ở miền Nam Albania. Điều đáng tin cậy nhất là Alaunt đã giúp phát triển dòng chó chiến đấu của Molossi, mà được người La Mã đưa tới Anh vào năm 55 TCN. Người Alans cung cấp kỵ binh cho người La Mã và vào năm 50, 5.500 người Alans đã được gửi đến Anh để bảo vệ Bức tường của Hadrian. Như vậy, mẫu di truyền của chó Alaunt đã giúp chó loài chó Pugnaces của Anh trở thành chó chiến đấu, sau đó trở thành các loài chó Mastiff và chó Bulldog của Anh.

## Khung cơ thể
Loài chó này có đầu dài, rộng, bằng phẳng, không bao giờ nên nhầm lẫn với các giống chó đã bị biến đổi với kích cỡ đầu lớn hơn. Sau khi biến đổi gene, loài chó này có đầu rộng hơn, nhưng có chiều dài ngắn. Kiểu cắn ưa thích của loài chó này là hình kéo cắt ngang, giống như của các loài chó Mastiff, và có thể là một đặc điểm được giống chó Mông Cổ mang tới từ một thời điểm xa xưa trong lịch sử, kiểu hộp sọ và loại cắn ưa thích mang tính riêng biệt về đặc điểm di truyền của loài chó này. Hộp sọ dài, hẹp ở gốc nhưng dài hơn các loài khác, do đó, chó Alaunt có thể được gọi là một giống chó có hộp sọ dài được lai tạo, vì hộp sọ ngắn là một sự cân bằng của cơ thể để cân đối chiều dài.